# Distretto di North Waghi
Il distretto di North Waghi, in inglese North Waghi District, è un distretto della Papua Nuova Guinea appartenente alla Provincia degli Altopiani Occidentali. Ha una superficie di 453 km² e 44.000 abitanti (stima nel 2000)